# Перьевая мука
Перьевая мука — кормовой продукт, вырабатываемый из пера, полученного при убое сельскохозяйственной птицы. Благодаря высокому содержанию белков используется в производстве комбикормов для свиней, птиц, рыб и домашних животных. Иногда применяется как азотное удобрение, исследуются возможности по получению биотоплива из содержащихся в муке жиров.
Для изготовления кормовой муки используются сырьё (перо), получаемое при переработке птицы на птицефабриках и птицеперерабатывающих предприятиях. Перо подвергается специальной технологической обработке (гидролизации) для повышения усвояемости содержащихся в нём белков. 
Иногда в муку добавляются продукты переработки крови.

## Состав
- Протеин: 64,0—82,0 %
- Зола 6,0—7,0 %
- Влага 3,0—6,0 %
- Жир 14,0—17,0 %

В начале 2000 перьевая мука, производимая в США имела около 85% протеина, 10% жиров, и не более 7 процентов влаги и 3 процентов золы.